# ポール・ダンラップ
ポール・ダンラップ（Paul Dunlap、1919年7月19日 - 2010年3月11日）はアメリカ合衆国の作曲家。

## 参加作品
- 呪いの城
- 呪いの深海獣
- 虐殺部隊
- 裸のキッス
- 西部の愚連隊
- 荒野の駅馬車
- ショック集団
- 赤い野獣
- 巨大アメーバの惑星
- インベーダー侵略 ゾンビ襲来
- シカゴ特別非常線
- ララミー砦
- 全員射殺
- 野獣部隊
- 怪奇フランケンシュタイン1971
- 怪物を造る男
- 怪人女ドラキュラ
- 怪人フランケンシュタイン／生きかえった死体
- 心霊移植人間
- ＦＢＩ武装せよ
- 西部の顔役
- 決戦オレゴン街道
- ドラゴン砦の決戦
- 怒りの塔
- 荒野の宿敵
- 決戦アパッチ砦
- 砂漠の対決
- 真昼の脱獄
- 抜き射ちギャレット
- 拳銃稼業
- 事件の死角
- ロボット大襲来
- 108急降下爆撃戦隊
- 死刑五分前
- 北西騎兵連隊
- 殺し屋稼業
- コロラドの決闘
- サンフランシスコ物語
- パーク・ロウ
- 虐殺の砂漠
- 犯人を逃がすな
- 燃える大陸
- アリゾナのバロン
- 鬼軍曹ザック